# Sigbjørn Skåden
Sigbjørn Skåden, född 4 januari 1976 i Tromsø i Norge, är en samiskspråkig författare .
Sigbjørn Skåden växte från fyra års ålder upp i byn Planterhaug i Skånland. Han utbildade sig i litteraturvetenskap på Universitetet i Tromsø och i brittisk litteratur på University of York i Storbritannien.
År 2007 blev Skuovvadeddjiid gonagas (Skomakernes konge) nominerad till Nordiska rådets litteraturpris.
Han är bosatt i Tromsø.